# Lespesia laniiferae
Lespesia laniiferae là một loài ruồi trong họ Tachinidae.